# Liu Yin
Liu Yin, född den 19 augusti 1981 i Harbin, Kina, är en kinesisk curlingspelare.
Hon tog OS-brons i damernas curlingturnering i samband med de olympiska curlingtävlingarna 2010 i Vancouver.